# Tonouchisaurus
"Tonouchisaurus" è il nome informale dato a un genere di dinosauro non ancora descritto ufficialmente, vissuto nel Cretaceo inferiore. Questo animale era un teropode, vissuto in ciò che ora è la Mongolia. La specie tipo, "Tonouchisaurus mongoliensis", venne denominata da Rinchen Barsbold nel 1994 ma mai descritta ufficialmente. Sembra che questo animale fosse molto piccolo: doveva essere lungo meno di un metro. Potrebbe essere stato un tirannosauride, a giudicare dalle ossa fossili rinvenute; queste, costituite solo da ossa delle zampe, comprendono una mano didattila completa e un piede completo.